# Aurelio Saffi
Aurelio Saffi (né à Forlì le 13 octobre 1819 et mort le 10 avril 1890  à Forlì) est un nationaliste et un homme politique italien. Il est un personnage important du Risorgimento italien, membre de l'aile radicale républicaine incarnée par Giuseppe Mazzini.

## Biographie
Aurelio Saffi suit une formation en droit à l'université de Ferrare mais commence son activité politique dans sa ville natale, prenant position contre le gouvernement local assuré par les légats pontificaux : Forlì comme Bologne et toute la Romagne font partie des États pontificaux. Il est conseiller municipal et secrétaire de la province en 1844-1845.
Il se rapproche des positions de Mazzini et en 1848 il participe à la constitution de la République romaine. Après le départ du pape Pie IX, le pouvoir est confié à des institutions républicaines. Il participe d'abord comme député de Forlì à l'assemblée constituante puis comme ministre et enfin comme membre du triumvirat qui dirige le nouveau régime. Après la chute de la république en juillet 1849, il se retire en exil à Civezza en Ligurie et rejoint Mazzini en Suisse et le suit à Londres.
Il revient en Italie en 1853 pour organiser une série de révoltes qui auraient dû avoir lieu à Milan. À la suite de l'échec du projet, il est condamné à vingt ans de prison. En prison Aurelio épouse, en 1857, Giorgina Janet Craufurd (Florence, 1827 - San Varano, Forlì 1911) fille de l'écossais Sir George Craufurd et de Sophia Churchill, ardente mazzinienne et membre du féminisme risorgimentale italien. Ils auront quatre garçons : Giuseppe Attilio (né à Londres 1858 - 1923), Giovanni Emilio (né à Naples 1861 - 1930), Carlo Luigi (né à Gênes 1863 - 1896) et Rinaldo Arturo (né à San Varano, forlì 1868 - 1929).

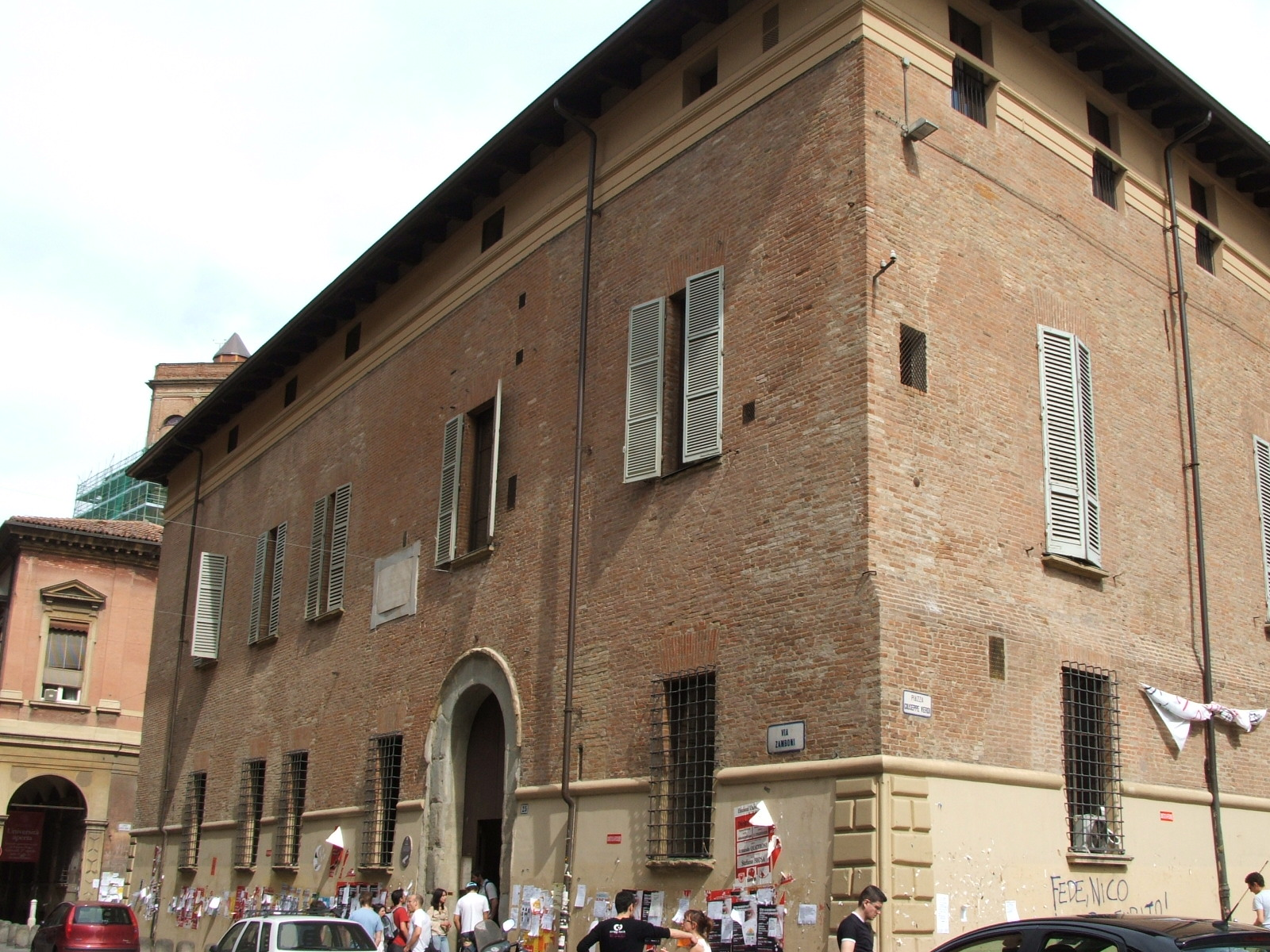
Bologne, la maison où habitait Aurelio Saffi.

En 1860 il est à Naples pour renouer avec Mazzini et en 1861 il est élu député du parlement du royaume d'Italie. Peu de temps après il retourne à Londres où il reste jusqu'en 1867 puis s'établit définitivement dans sa villa dans la campagne de San Varano (une fraction (hameau) de Forlì, sa villa de Forlì est actuellement le siège d'un musée). Il commence alors une carrière d'enseignant universitaire à Bologne et s'occupe des mémoires historiques de son ami Mazzini mort en 1872. Saffi meurt dans sa maison à 70 ans.